# Leptostracis
Els leptostracis (Leptostraca) (del grec antic, λεπτόν «prim, fi, lleuger»; i ὄστρακον «closca, petxina») són un ordre de petits crustacis malacostracis marins. Els seus membres, inclosa la ben estudiada Nebalia, es distribueixen a través de tots els oceans del món i normalment es consideren filtradors.
És l'única ordre actual de la subclasse Phyllocarida. Es creu que representen els membres més primitius de la seva classe, els malacostracis, i apareixen primers en el registre fòssil durant el període Cambrià.

## Anatomia
Els leptostracis solen ser petits, de 5 a 15 mm de llarg. Aquests crustacis es distingeixen dels altres membres de la seva classe per tenir set segments abdominals, en lloc de sis. El seu cap té ulls compostos, dos parells d'antenes (una unirrami i l'altra birrami) i un parell de mandíbules però sense maxil·lípedes. La closca és gran i comprèn dues vàlvules que cobreixen el cap i el tòrax, incloent la majoria dels apèndixs toràcics, i serveix com a bossa de cria per als embrions en desenvolupament. Els primers sis segments abdominals presenten pleopodis, mentre que el setè té un parell de furques caudals, que poden ser homòlegs als uropodis d'altres crustacis.
Els leptostracis tenen brànquies als apèndixs toràcics, però també respiren a través d'una membrana respiratòria a l'interior de la closca. Els ous es desclouen com a estadi postlarval o «manca», que no té la closca completament desenvolupada, però s'assembla a l'adult.

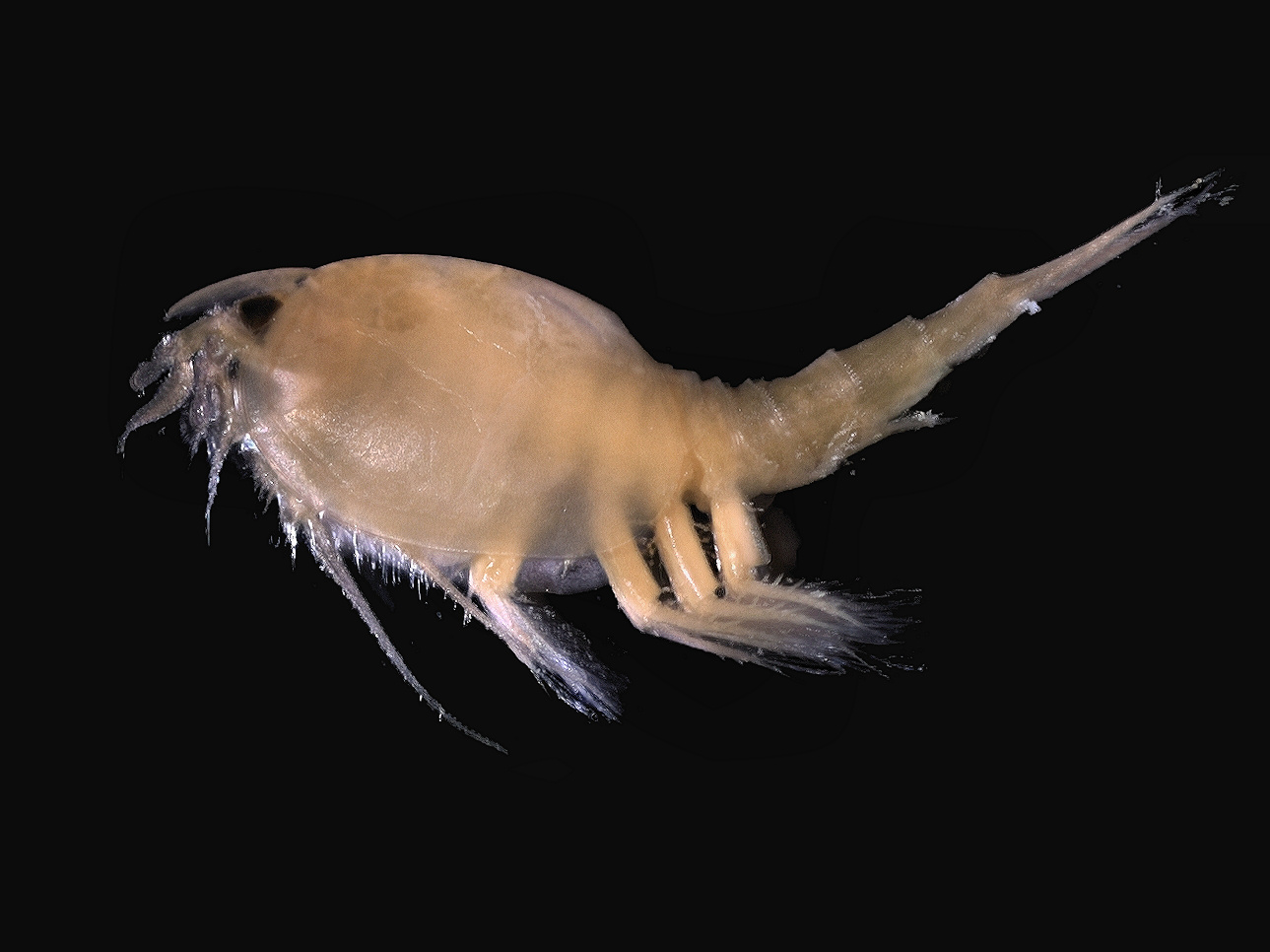
Nebalia bipes
1. Antènula, 2. Rostre, 3. Closca, 4. Abdomen, 5. Furca, 6. Tèlson, 7. Pleopodi, 8. Antena, 9. Toracopodi, 10. Ull

## Classificació
Actualment s'accepta que els leptostracis pertanyen als malacostracis, i el grup terminal i troncal és Eumalacostraca.
L'ordre Leptostraca es divideix en tres famílies, amb deu gèneres que contenen al voltant d'unes 40 espècies vàlides descrites:
| Espècie                     | Autoritat                      | Data | Família         | Distribució                    |
| --------------------------- | ------------------------------ | ---- | --------------- | ------------------------------ |
| Nebaliopsis typica          | Sars                           | 1887 | Nebaliopsididae | Hemisferi sud                  |
| Pseudonebaliopsis atlantica | Petryachov                     | 1996 | Nebaliopsididae | Atlàntic nord                  |
| Nebalia antarctica          | Dahl                           | 1990 | Nebaliidae      | Antàrtida                      |
| Nebalia bipes               | Fabricius                      | 1780 | Nebaliidae      | Àrtic i subàrtic               |
| Nebalia borealis            | Dahl                           | 1985 | Nebaliidae      | Nord-est atlàntic              |
| Nebalia brucei              | Olesen                         | 1999 | Nebaliidae      | Tanzània                       |
| Nebalia cannoni             | Dahl                           | 1990 | Nebaliidae      | Geòrgia del Sud                |
| Nebalia capensis            | Barnard                        | 1914 | Nebaliidae      | Sud-àfrica                     |
| Nebalia clausi              | Dahl                           | 1985 | Nebaliidae      | Itàlia                         |
| Nebalia dahli               | Kazmi & Tirmizi                | 1989 | Nebaliidae      | Pakistan                       |
| Nebalia daytoni             | Vetter                         | 1996 | Nebaliidae      | Califòrnia                     |
| Nebalia falklandensis       | Dahl                           | 1990 | Nebaliidae      | Illes Falkland                 |
| Nebalia geoffroyi           | Milne-Edwards                  | 1828 | Nebaliidae      | Nord-est atlàntic              |
| Nebalia gerkenae            | Haney & Martin                 | 2000 | Nebaliidae      | Califòrnia                     |
| Nebalia herbstii            | Leach                          | 1814 | Nebaliidae      | Nord-est atlàntic              |
| Nebalia hessleri            | Martin et al.                  | 1996 | Nebaliidae      | Califòrnia                     |
| Nebalia ilheoensis          | Kensley                        | 1976 | Nebaliidae      | Sud-oest d'Àfrica              |
| Nebalia kensleyi            | Haney & Martin                 | 2005 | Nebaliidae      | Califòrnia                     |
| Nebalia kocatasi            | Kocak, Moreira & Katagan       | 2007 | Nebaliidae      | Mediterrani                    |
| Nebalia koreana             | Song, Moreira & Min            | 2012 | Nebaliidae      | Corea del Sud                  |
| Nebalia lagartensis         | Escobar & Villalobos-Hiriart   | 1995 | Nebaliidae      | Mèxic                          |
| Nebalia longicornis         | Thomson                        | 1879 | Nebaliidae      | Pacífic sud, Sud-àfrica, Carib |
| Nebalia marerubi            | Wägele                         | 1983 | Nebaliidae      | Mar Roja                       |
| Nebalia patagonica          | Dahl                           | 1990 | Nebaliidae      | Estret de Magallanes           |
| Nebalia schizophthalma      | Haney, Hessler & Martin        | 2001 | Nebaliidae      | Atlàntic oest                  |
| Nebalia strausi             | Risso                          | 1826 | Nebaliidae      | Nord-est atlàntic, Mediterrani |
| Nebalia troncosoi           | Moreira, Cacabelos & Dominguez | 2003 | Nebaliidae      | Península ibèrica              |
| Nebaliella antarctica       | Thiele                         | 1904 | Nebaliidae      | Illes Kerguelen, Nova Zelanda  |
| Nebaliella brevicarinata    | Kikuchi & Gamô                 | 1992 | Nebaliidae      | Antàrtida                      |
| Nebaliella caboti           | Clark                          | 1932 | Nebaliidae      | Estretde Cabot, Nova Jersei    |
| Nebaliella declivatas       | Walker-Smith                   | 1998 | Nebaliidae      | Austràlia                      |
| Nebaliella extrema          | Thiele                         | 1905 | Nebaliidae      | Antàrtida                      |
| Dahlella caldariensis       | Hessler                        | 1984 | Nebaliidae      | Pacífic est                    |
| Sarsinebalia cristobi       | Moreira, Gestoso & Troncoso    | 2003 | Nebaliidae      | Nord-est atlàntic              |
| Sarsinebalia typhlops       | (Sars)                         | 1870 | Nebaliidae      | Atlàntic nord, Austràlia       |
| Sarsinebalia urgorrii       | Moreira, Gestoso & Troncoso    | 2003 | Nebaliidae      | Nord-est atlàntic              |
| Speonebalia cannoni         | Bowman, Yager & Iliffe         | 1985 | Nebaliidae      | Illes Turks i Caicos           |
| Levinebalia fortunata       | (Wakabara)                     | 1976 | Paranebaliidae  | Nova Zelanda                   |
| Levinebalia maria           | Walker-Smith                   | 2000 | Paranebaliidae  | Austràlia                      |
| Paranebalia belizensis      | Modlin                         | 1991 | Paranebaliidae  | Belize                         |
| Paranebalia longipes        | (Willemöes-Suhm)               | 1875 | Paranebaliidae  | Atlàntic, Pacífic i Índic      |
| Saronebalia guanensis       | Haney & Martin                 | 2004 | Paranebaliidae  | Illes Verges Britàniques       |